# Republic F-84F Thunderstreak
Il Republic F-84F Thunderstreak era un cacciabombardiere monomotore a getto ad ala a freccia prodotto dall'azienda statunitense Republic Aviation Corporation dalla metà degli anni cinquanta.
Il Thunderstreak era uno sviluppo del precedente F-84 Thunderjet, dal quale differiva per l'ala di disegno più moderno ed il motore più potente.
Le caratteristiche del nuovo velivolo avrebbero giustificato l'assegnazione di una nuova designazione (tanto che inizialmente il prototipo venne identificato come YF-96A); a conti fatti venne scelta una soluzione di compromesso, rimarcando la continuità del progetto di base (mediante il mantenimento della sigla F-84) ma variandone il nome.

## Storia

### Sviluppo

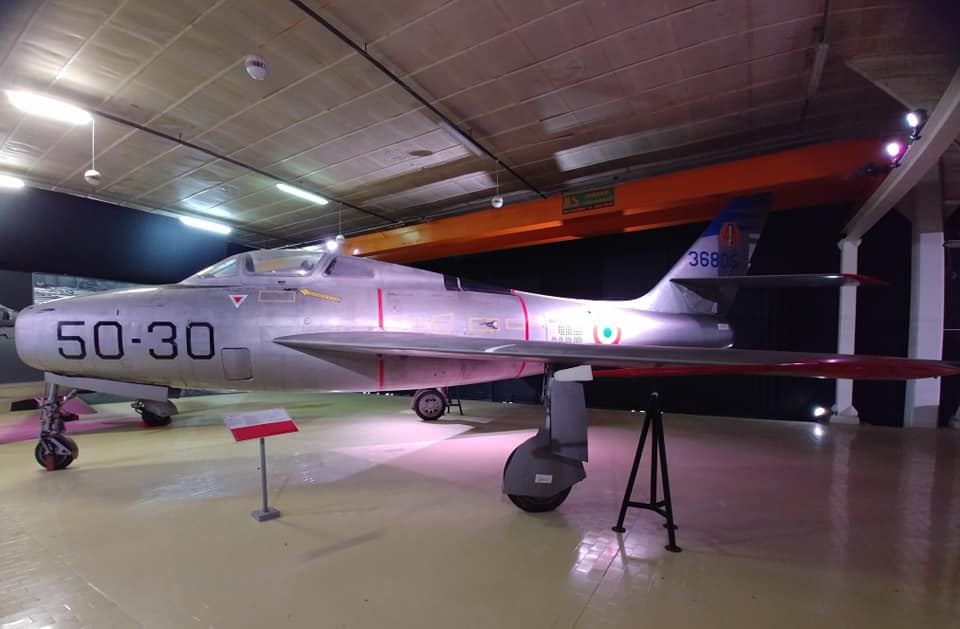
F-84F Thunderstreak esposto al Parco e Museo di Volandia.

I limiti strutturali dell'F-84 Thunderjet erano noti fin dagli esordi e si erano estrinsecati nella limitazione operativa che prevedeva il mantenimento della velocità massima nel regime subsonico, pena il rischio di danni anche fatali per il velivolo.
I progressi in materia di aerodinamica rendevano evidente che il Thunderjet aveva bisogno dell'ala a freccia per poter esprimere tutte le proprie potenzialità e per poter competere con i velivoli di più recente costruzione. In questa situazione, tuttavia, i vertici della Republic e dell'USAF dovevano fare i conti con le scarse disponibilità di bilancio.

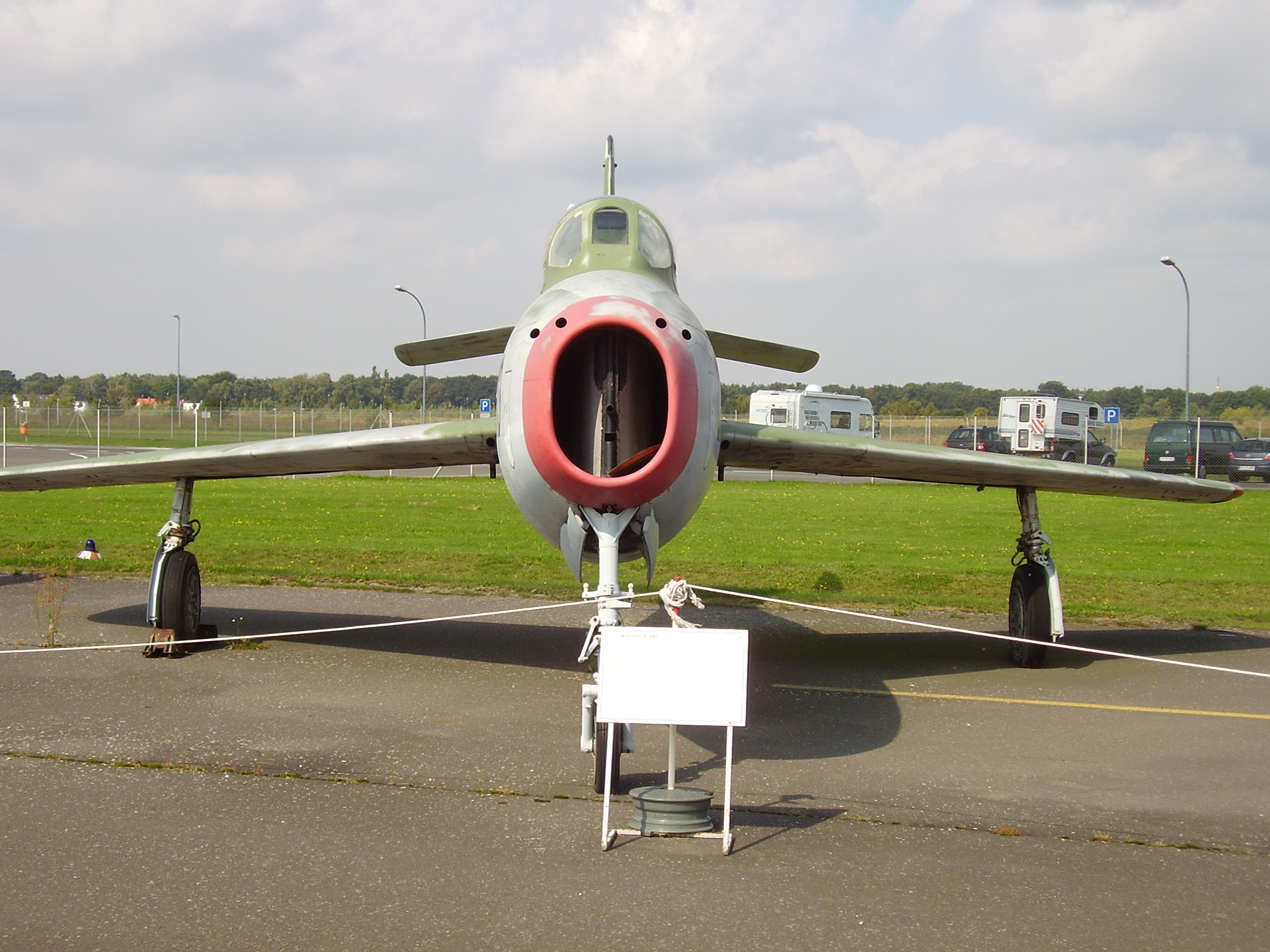
Primo piano di un F-84F della Luftwaffe esposto presso il Luftwaffenmuseum der Bundeswehr di Berlino.

Il primo prototipo del Thunderstreak venne quindi realizzato modificando un esemplare di F-84E cui venne dapprima assegnata la designazione di YF-96A, successivamente trasformata in XF-84F. La modifica principale consisteva nell'adozione della nuova ala a freccia (con un angolo di 38,5°), ma vennero modificati anche gli impennaggi (divenuti anch'essi a freccia) ed il tettuccio della cabina di pilotaggio.
Il primo volo del prototipo avvenne il 3 giugno 1950: pur raggiungendo la velocità massima di 1 151 km/h la nuova macchina si dimostrò più lenta in quanto a velocità di salita rispetto ai predecessori, dei quali non riusciva nemmeno a raggiungere la quota massima di volo.
Lo scoppio della guerra di Corea, avvenuto proprio nello stesso mese di giugno, portò nuovi stanziamenti per il bilancio dell'USAF: tra le conseguenze di tali nuove disponibilità, all'inizio del mese di agosto, venne l'autorizzazione alla Republic per la produzione del nuovo F-84F dotato del turbogetto Wright J65. Quest'ultimo era la versione prodotta su licenza del britannico Armstrong Siddeley Sapphire.
L'alloggiamento del nuovo turbogetto richiedeva, necessariamente, modifiche alla struttura: la fusoliera fu completamente riprogettata e, grazie anche alla disposizione dei serbatoi del carburante all'interno dello spessore alare, fu possibile rinnovare, ulteriormente, la cabina di pilotaggio ed il tettuccio. Analogamente, al fine di far ricevere un quantitativo maggiore di aria al nuovo motore, venne ridisegnata la presa d'aria che assunse la forma ovale grazie all'innalzamento di circa 18 cm. Nella parte posteriore della fusoliera vennero ricavati aerofreni, costituiti da pannelli metallici perforati. Per le situazioni di emergenza era previsto l'alloggiamento di un parafreno contenuto in un alloggiamento blindato disposto nel terminale di coda.
Il motore Wright J65 si rivelò estremamente complesso da realizzare, soprattutto per le difformità degli standard industriali statunitensi, rispetto agli originali inglesi e, anche una volta operativo, si dimostrò al di sotto delle aspettative sviluppando soltanto il 90% circa della forza prevista.
Malgrado la problematica legata al propulsore, il Thunderstreak era finalmente in grado di raggiungere velocità transoniche; rimanevano tuttavia sostanziali elementi di criticità che portarono ad evitare forti accelerazioni, per il rischio di perdere le ali, dato il violento stallo di potenza.
Il primo F-84F volò il 14 febbraio 1951 mentre, a causa delle difficoltà incontrate nella produzione del turbogetto, le consegne ai reparti del Tactical Air Command ebbero luogo solamente a partire dal 1954.

### Descrizione tecnica
L'impiego dell'ala a freccia e l'equipaggiamento con il motore J65 determinarono, come detto, molte differenze rispetto al progetto originale. La fusoliera era più lunga di circa 1,5 m ed anche la carreggiata del carrello era più ampia.
L'ala a freccia non consentiva più la possibilità di installare serbatoi alle estremità delle ali, ma vennero installati piloni subalari in grado di alloggiare due vistosi serbatoi supplementari. La possibilità di trasportare carichi offensivi venne incrementata del 50% passando a 6 000 lbs (dalle 4 000 lbs del F-84) mentre rimasero invariate a 6 le mitragliatrici Browning M3 da 12,7 mm (4 nella parte superiore del muso e 2 nel bordo d'attacco delle ali).
L'aereo disponeva di un sistema di autopilota e, potendo trasportare ordigni nucleari, era dotato di un sistema LABS (low-altitude bombing system) di supporto alla tecnica del bombardamento in cabrata.
Il motore Wright J65 avrebbe, in base al contratto di produzione su licenza, teoricamente dovuto sviluppare una forza pari a 34,7 kN, ma i vari problemi che lo assillarono non gli consentirono di superare i 31,6 kN.

### Impiego operativo

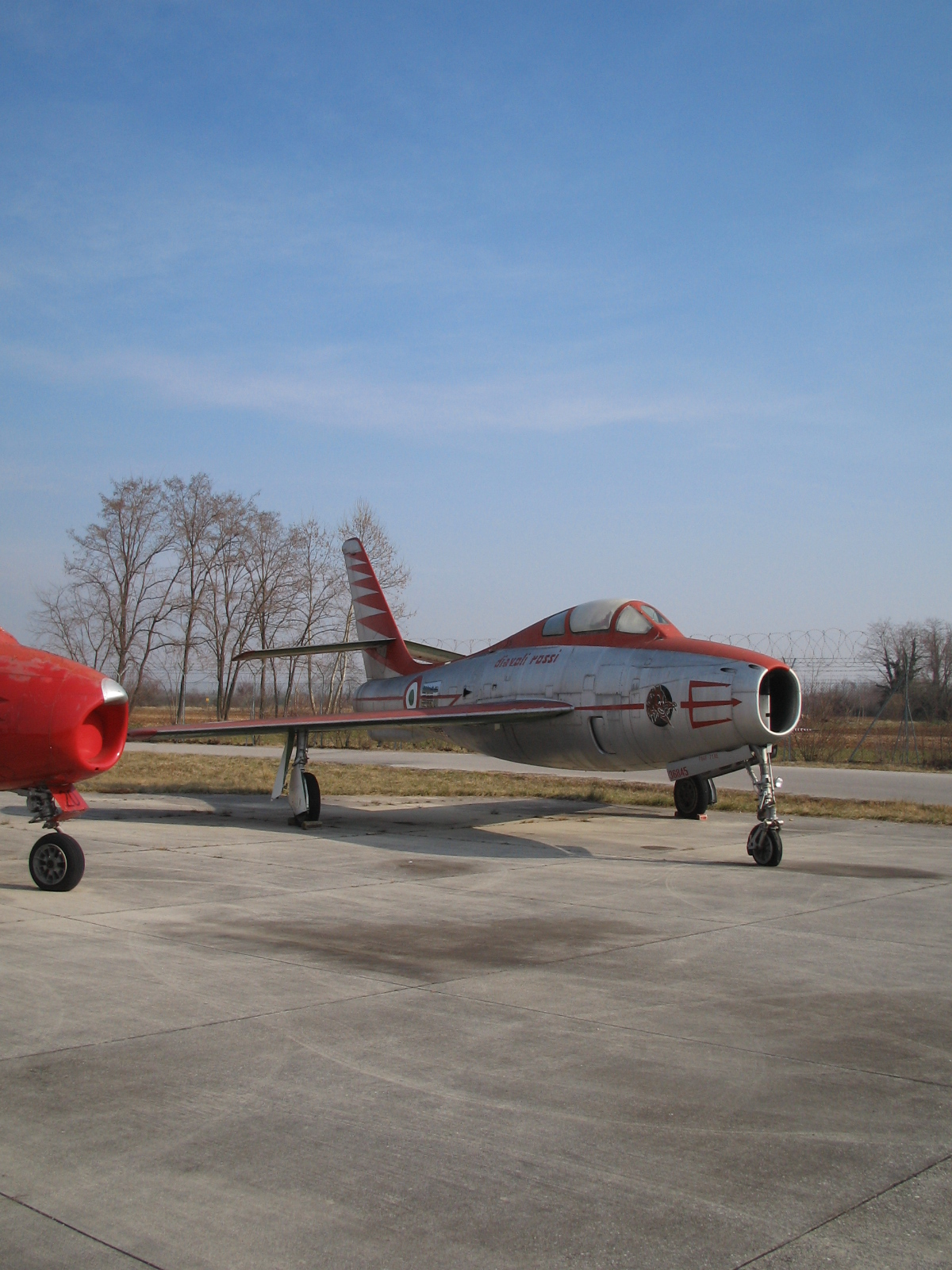
Un F-84 dell'Aeronautica Militare, con i colori dei Diavoli Rossi.

I ritardi nella realizzazione impedirono al Thunderstreak di prendere parte alla guerra di Corea, ma non di diventare uno dei più diffusi jet monoposto statunitensi nel periodo della guerra fredda.
Le sue caratteristiche in volo differivano notevolmente dai più leggeri caccia dell'epoca: dal Thunderjet ereditò l'alta velocità di decollo, si rivelò lento in salita e poco adatto ad eseguire manovre acrobatiche complesse (utili anche al combattimento manovrato), mentre il peso elevato ne faceva un'ottima piattaforma di tiro.
Per tali ragioni il Thunderstreak venne destinato al ruolo di cacciabombardiere, prevedendo la possibilità di missioni di bombardamento nucleare tattico.
Gli esemplari prodotti (in tutto 2 713) furono realizzati in vari stock che, di volta in volta, incorporavano aggiornamenti strutturali ed aerodinamici di dettaglio. La produzione venne destinata per circa il 50% all'esportazione: ben 1 301 velivoli vennero messi in linea da 12 aeronautiche militari, molte delle quali appartenenti ai paesi membri della NATO (nell'ambito del programma Mutual Defense Assistance Program).
In patria l'F-84F equipaggiò i reparti di prima linea dell'USAF fino alla fine del 1958 e quelli dell'Air National Guard fino al 1972. Gli esemplari più longevi furono quelli schierati in Grecia e Turchia, dove il Thunderstreak rimase in servizio fino al 1976.
L'Aeronautica Militare ricevette 194 F-84F che rimasero in servizio fino al 1972, ma già dal 1968 le loro prestazioni furono ridotte drasticamente a causa dell'insorgere di una crinatura per fatica che si verificava particolarmente nella centina sinistra (downlock rib) a cui era incernierata la gamba del carrello principale. Una volta messi a terra, rimasero alcuni anni all'aperto, protetti adeguatamente, fin quando furono rottamati, avendo gli USA rinunciato alla loro restituzione.
In Italia, malgrado le qualità di volo non completamente appropriate, il Thunderstreak venne impiegato tra il 1958 ed il 1959 dalla pattuglia acrobatica dei Diavoli Rossi e nel 1959 da quella dei Getti Tonanti.
Dal Thunderstreak, già nel corso del 1952, derivò il modello RF-84F Thunderflash, destinato a compiti di ricognizione fotografica.

## Versioni
- YF-84F: due prototipi con ala a freccia; ancora dotati del motore Allison J35 che equipaggiava il Thunderjet. Vennero inizialmente denominati YF-96A.
- F-84F: denominazione finale, assegnata ai 2 713 esemplari di serie realizzati.
- XF-84H: due esemplari trasformati per la sperimentazione di eliche supersoniche (equipaggiati con motore turboelica Allison XT-40a-1).
- YF-84J: due esemplari modificati con l'installazione di turbogetto General Electric J73.

## Utilizzatori
Belgio
- Force aérienne belge

 Danimarca
- Flyvevåbnet

 Francia
- Armée de l'air

 Germania
- Luftwaffe

 Grecia
- Ellinikí Vasilikí Aeroporía

 Iran

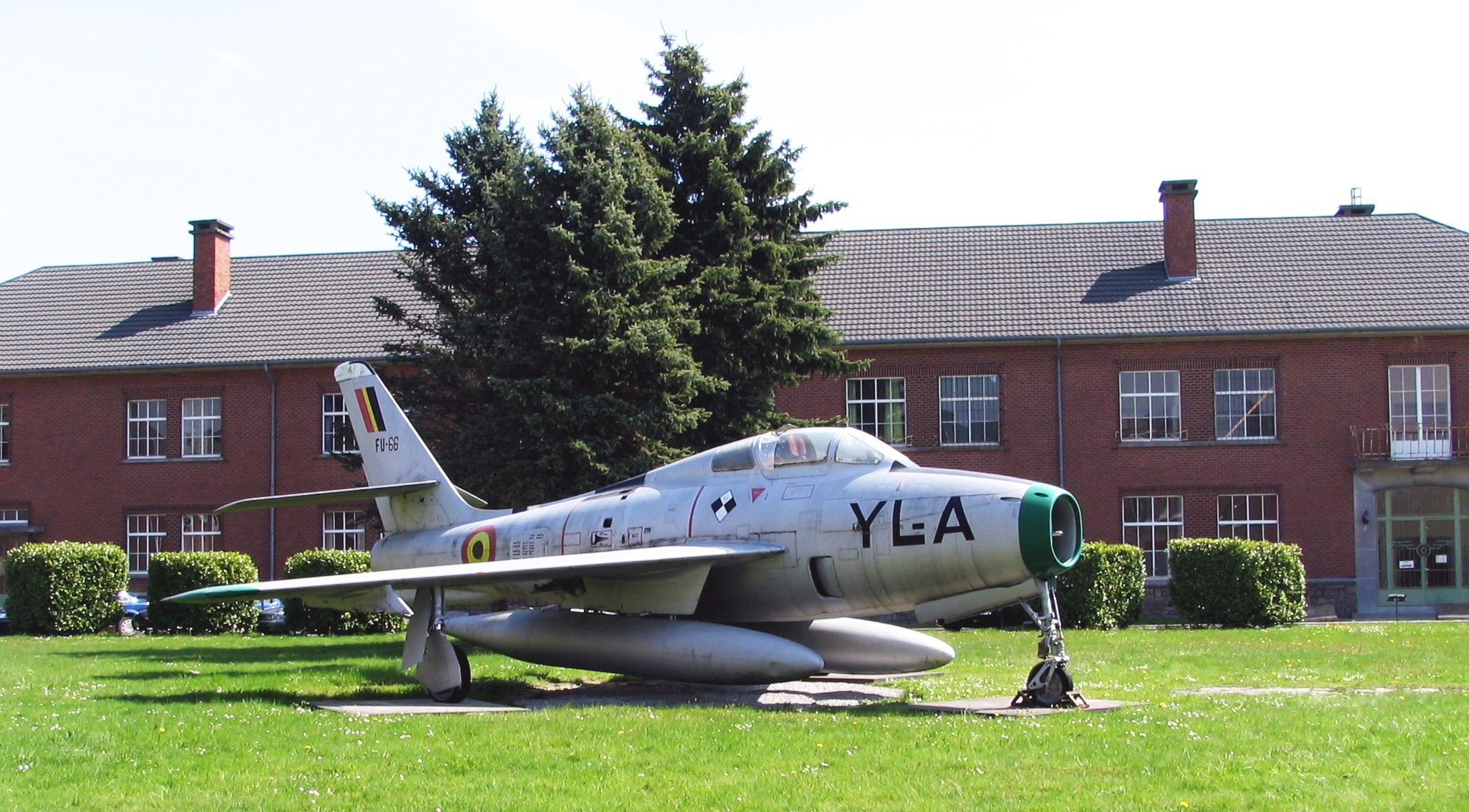
Un F-84F della belga Force aérienne belge.

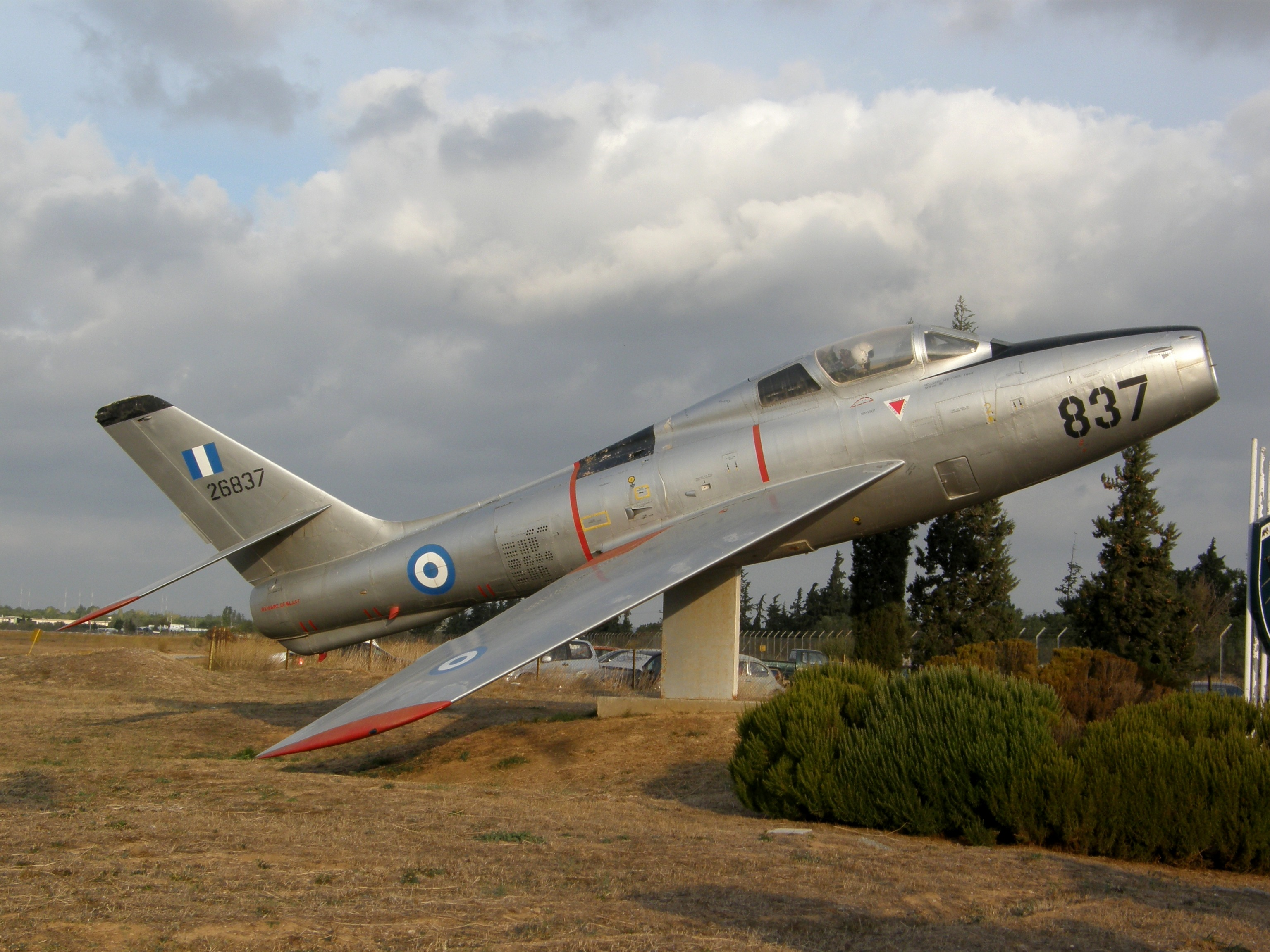
Un F-84F della greca Ellinikí Vasilikí Aeroporía.

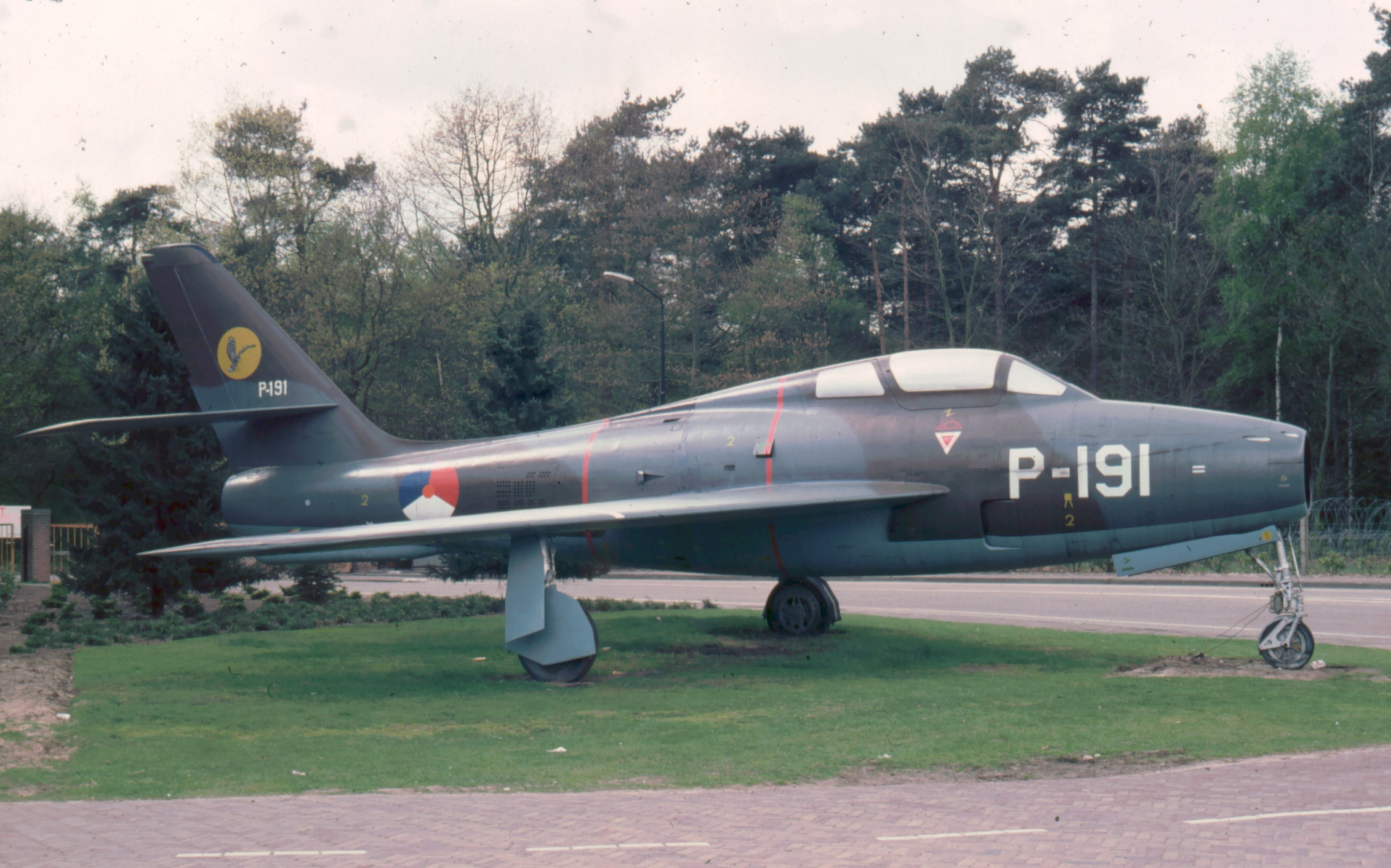
Un F-84F dell'olandese Koninklijke Luchtmacht.

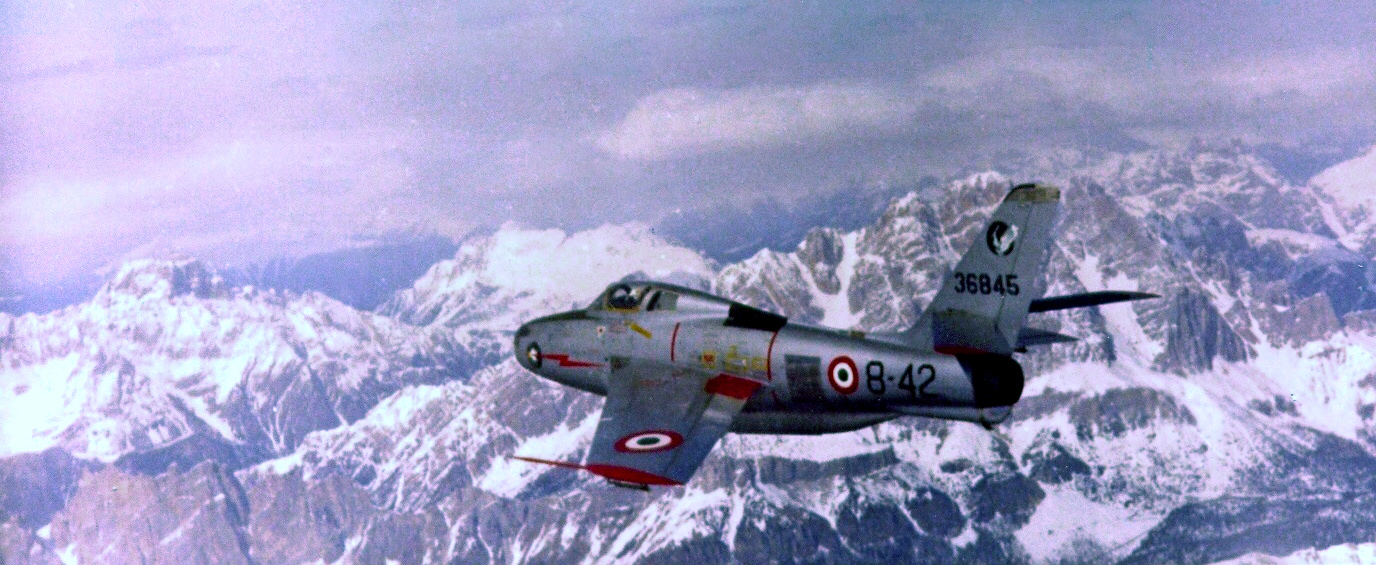
F-84F dell'Aeronautica Militare, 101º Gruppo in volo sulle Alpi

- Niru-ye Havayi-ye Shahanshahiy-e Iran

 Italia
- Aeronautica Militare

 Jugoslavia
- Jugoslovensko ratno vazduhoplovstvo i protivvazdušna odbrana

 Norvegia
- Kongelige Norske Luftforsvaret

 Paesi Bassi
- Koninklijke Luchtmacht

 Portogallo
- Força Aérea Portuguesa

 Stati Uniti
- United States Air Force

 Taiwan
- Chung-Hua Min-Kuo K'ung-Chün

 Turchia
- Türk Hava Kuvvetleri

## Esemplari attualmente esistenti

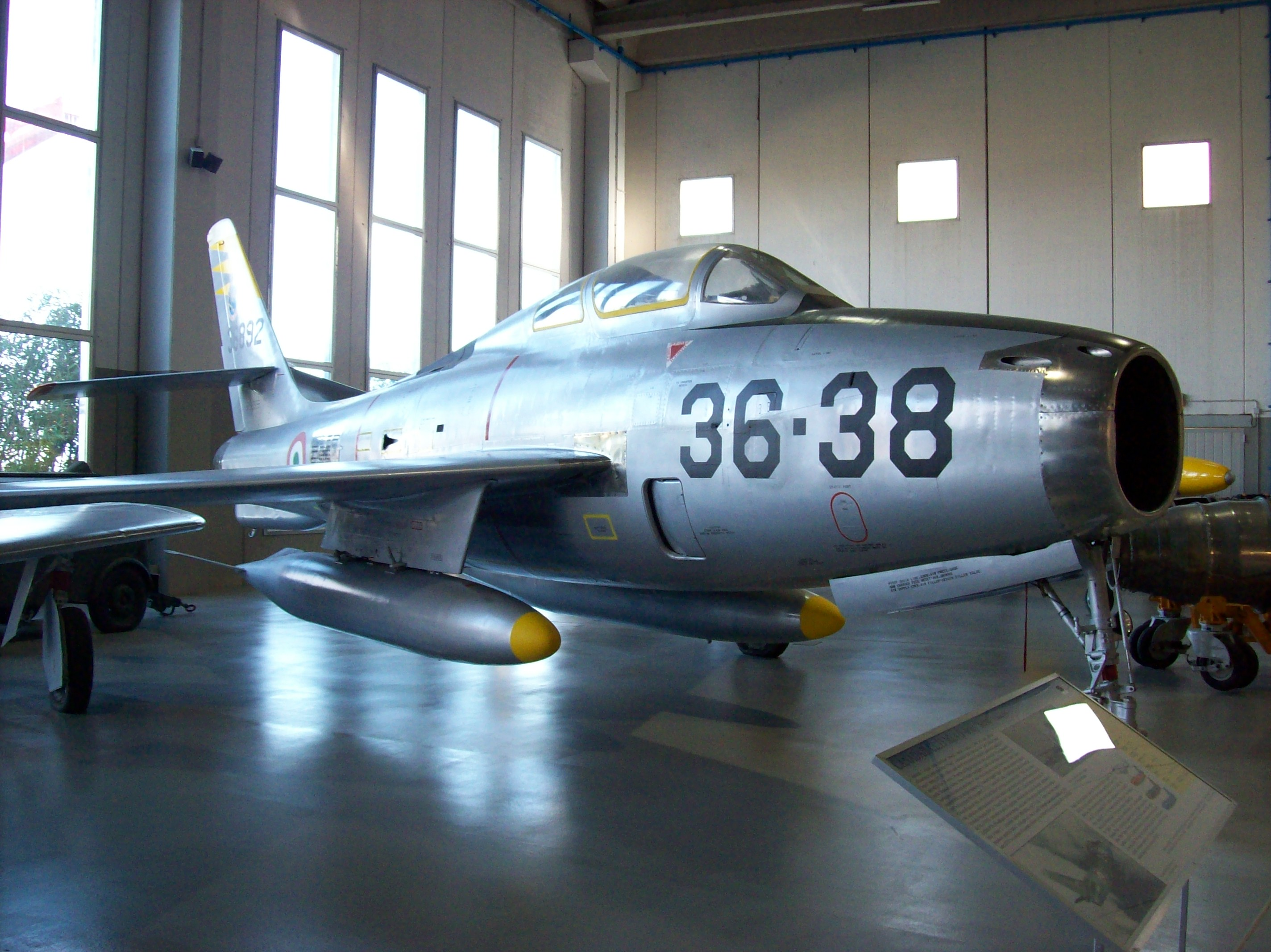
L'F-84F con identificazione di reparto 36·38 in esposizione al Museo storico dell'Aeronautica Militare di Vigna di Valle, vicino a Roma.

Grazie anche alla diffusione degli F-84F, sono ancora molti gli esemplari conservati ed esposti nei vari musei aeronautici.
In Italia, a Vigna di Valle (RM) nel marzo 2009 sono stati consegnati al Museo storico dell'Aeronautica Militare di Vigna di Valle due F-84 restaurati dall'AMI, un F-84G con la livrea e le insegne della pattuglia acrobatica Tigri Bianche della 51ª Aerobrigata di base ad Istrana (TV) ed un F-84F con la livrea e le insegne del 156º Gruppo del 36º Stormo basato presso l'aeroporto di Gioia del Colle (BA). Un esemplare con i colori del 101º Gruppo è posto come gate guardian presso l'Aeroporto di Cervia-Pisignano, attuale sede del 15º Stormo.
Presso Volandia Parco e Museo del Volo, alla Malpensa, è esposto un esemplare di F-84F, radiato nel 1972 dal 50º Stormo e rimasto fino al 1975 a San Damiano Piacentino, per essere poi trasferito in altro luogo e restaurato. Conserva la livrea dello Stormo di appartenenza e il seriale 36805, ma i codici 50-30 risultano in caratteri differenti da quelli originariamente applicati. Lo stesso esemplare è stato precedentemente esposto all'aperto per parecchi anni al Museo della Scienza e della Tecnica di Milano.
Un esemplare è posto nel sedime aeroportuale del 50º Stormo di Piacenza-San Damiano con insegne del 50º Stormo e 155º Gruppo Pantere Nere.

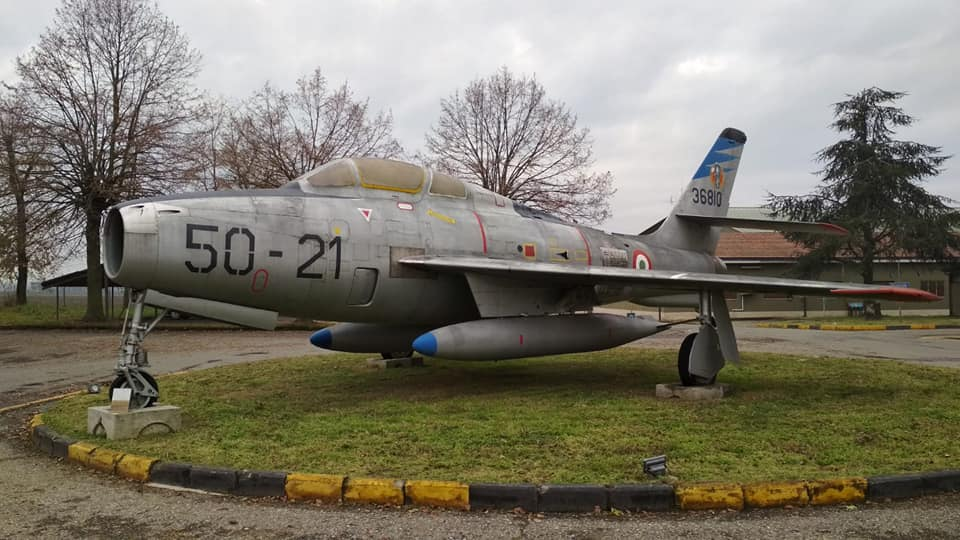

Presso l'aeroporto militare di Ghedi (BS) è presente un esemplare con livrea dei Diavoli Rossi appartenenuto al Ten. Mario Squarcina, fondatore delle future frecce tricolori.
Nel Museo dell'Aviazione di Rimini sono presenti un F-84F riproposto con i colori della pattuglia acrobatica Getti Tonanti della 5ª Aerobrigata, in particolare nella tinta cromatica arancio usata dall'allora serg. magg. pil. Gregorio Baschirotto, e un RF-84F della 3ª Aerobrigata con i codici di reparto e il seriale che dovrebbero rispecchiare quelli originariamente in uso, rispettivamente 3-54 e 27459.

## Modellismo
- (EN) F-84 Thunderjet, F-84 Thunderstreak, RF-84 Thunderflash, XF-91 Thunderceptor, su Cybermodeler Online, http://www.cybermodeler.com, 26 novembre 2009. URL consultato il 2 aprile 2010.